# Masutatsu Ōyama
Masutatsu Ōyama (大山倍達) est un zainichi expert en arts martiaux. Il a fondé l'école de karaté du Kyokushinkai, un style de karaté qui soumet les élèves à un vigoureux entraînement. Il est né sous le nom de Choi Yeong-eui (Hangeul: 최영의, Hanja: 崔永宜) le 4 juin 1923 près de Gimje dans le sud de la péninsule coréenne alors que celle-ci était gouvernée par le Japon. Il est mort le 26 avril 1994 à Tokyo (Japon).

## Biographie
Le véritable nom de Masutatsu Ōyama est Choi Yeoung-eui, mais il se fera surnommer un temps Choi Bae-dal (Bae-dal voulant dire peuple coréen). Il est né en 1923 dans le village de Waryong dans la commune de Yongji (와룡리 용지면) à quelques kilomètres du centre de Gimje. Issu d'une famille aristocrate de yangban (lettrés), son père Sun Hyang était maire de la ville de Gimje. Il découvrit à l'âge de 9 ans le Nippon Kempo et les arts martiaux anciens de Corée sous la direction de M. Yi, un employé du domaine familial. Le gōjū-ryū de Yamaguchi Gogen lui sera enseigné plus tard par un travailleur saisonnier employé à la ferme de ses parents. Durant sa jeunesse, il sera fortement influencé par la biographie d'Otto von Bismarck (1815-1898), le chancelier prussien qui réussit en trois années à unir l'Allemagne et en faire un empire.
Le jeune Masutatsu Ōyama est un garçon turbulent. À 14 ans, son père l'envoie au Japon, dans une école militaire de Yamanashi. À Tokyo, il suit l'enseignement des plus grands, parmi lesquels Funakoshi Gichin, tout en suivant les cours de l'université Waseda à laquelle il s'est inscrit en 1946. Il suit les cours de la School of Education afin d'étudier le sport.
Nidan (ceinture noire 2e dan) deux ans après son Shodan, il aurait remporté en 1947 le premier « All Japan Tournament » réunissant tous les styles de karaté-do. Vers ses 20 ans, il passe avec succès son 3e dan de karaté. Il pratique le judo à l'académie militaire et 4 ans plus tard obtient son 4e dan.
Sur les conseils de So Nei Chu, expert de gōjū-ryū, il s'exile pour méditer 3 ans dans les monts Kiyosumi, accompagné d'un de ses élèves, Yashiro. Isolés du reste du monde, ils ont pour seul contact M. Kayama, qui les ravitaille régulièrement. Il s'impose une discipline de fer et un entraînement rigoureux, puisant dans les formes anciennes coréennes le travail des coups de pied auxquels il ajoute les balayages et les attaques aux jambes. Le gōjū-ryū lui inspire les techniques de poing et le travail respiratoire. Il tire du Shotokan les principes de base du mouvement linéaire et y ajoute pour les gradés les formes circulaires du taikiken de Maître Kenichi Sawai. Yashiro « craque » au bout de 6 mois, et son mécène doit lui aussi l'abandonner au bout de 14 mois, l'obligeant ainsi à mettre un terme à cette épreuve.
Quand Masutatsu Ōyama revient à la civilisation en 1950, il teste sa force sur un taureau. Il en affrontera 52 dans sa vie, en tuera 3, se contentant le plus souvent de leur briser les cornes du tranchant de la main. En 1952, il entame une tournée triomphale de démonstration et de défis aux États-Unis puis en Asie en affrontant karatékas, boxeurs, lutteurs et autres adversaires qu'il domine largement.
En 1953, il ouvre le premier Dojo dans un quartier de Tokyo : Meijiro.
1964 voit l'ouverture du premier Honbu Dojo, et c'est en fait seulement à cette date que Maître Ōyama donne à son style le nom de Kyokushinkai (l'école de l'ultime vérité). Les combats se déroulent au K.-O. La casse et l'endurance servent aux élèves à se tester et à se surpasser ; kihon et kata y sont les outils principaux permettant à chacun de progresser sur la « voie ».
Le karaté kyokushinkai est un style qui s'appuie sur une condition physique, une résistance et un mental à toute épreuve. Tout ceci s'ajoute aux techniques traditionnelles du karaté et à une souplesse tout à fait exceptionnelle de tout bon pratiquant de cet art martial.

## Controverses sur Masutatsu Ōyama

Calligraphie du kyokushinkai peinte originellement par Maître Haramotoki.

Les biographies de M. Ōyama présentent de très importantes divergences.
Une partie de celles-ci sont imputables aux origines coréennes de celui qui fut le fondateur d'une école d'un art martial japonais. Japonais et Coréens ayant des sensibilités nationalistes exacerbées, spécialement vis-à-vis les uns des autres, les versions et les interprétations de l'histoire de Masutatsu Ōyama diffèrent grandement suivant l'interlocuteur. D'un autre côté, de nombreux éléments rapportés par Oyama dans Vital Karaté sont invérifiables par les autres sources habituelles (journaux, média télévisé, témoignages, etc.) et sont pour le moins très surprenants : premièrement Masutatsu Oyama déclare avoir remporté le All Japan Karaté Tournament en 1947 (période durant laquelle les arts martiaux ont été interdits par l'occupation américaine) alors que ce tournoi fut organisé pour la première fois en 1957 et remporté par Hirokazu Kanazawa, soit deux mois après le décès de maître Gichin Funakoshi. De plus, Masutatsu Oyama affirme avoir remporté un nombre considérable de combats lors de son voyage aux USA, mais nul ne sait s'il a livré un seul combat durant ce voyage et aucune autre source d'époque ne mentionne un Japonais « imbattable » battant les boxeurs américains comme cela nous est présenté par Oyama. Le récit de sa retraite dans la montagne japonaise a aussi été critiqué par ses élèves. Quant au film censé démontrer sa supériorité sur un taureau, on y voit en fait Oyama maltraitant un buffle (animal de travaux des champs très calme, apprivoisé et habitué à la présence humaine), ce qui est très différent d'un combat à mort contre un taureau enragé. La mise en scène et le film lui-même montrent clairement que ce prétendu combat contre un taureau est en fait monté de toutes pièces. Il semblerait que maître Oyama était effectivement un bon combattant, mais très peu de sources autres que ses propres écrits en attestent. Beaucoup l'accusent à juste titre d'avoir menti sur ses exploits à une époque où il était encore facile de mystifier les arts martiaux et faire croire au mythe du surhomme comme le fait remarquer son élève John Blumming.

## Livres de Masutatsu Ōyama
- Vital Karaté
- What is Karaté, This is Karaté et Advanced Karaté, une encyclopédie constituée de trois volumineux ouvrages où les différents aspects du travail du Kyokushin sont analysés et détaillés
- The Kyokushin way (La voie Kyokushin), un condensé de son cheminement.

L'héritier testamentaire d'Ōyama est Shokei Matsui, nommé directeur (Kancho) par l'organisation mondiale (I.K.O.) pour assurer la pérennité du style.

## Films à propos de Masutatsu Ōyama
Plusieurs films ont été consacrés à Ōyama.
Une trilogie avec Sonny Chiba dans le rôle d'Ōyama, réalisée par le Japonais Kazuhiko Yamaguchi : Champion of Death, également titré Karate Bullfighter (1975), suivi de Karate Bearfighter (1977) et de Karate for Life (1977).
Un film sud-coréen de Yang Yun-ho, Fighter in the Wind (2005).
Un documentaire notable a été réalisé par la chaîne de télévision sud-coréenne KBS1, visible en 5 parties sur YouTube.

## Citations
- « Être comme l'acier, incassable; comme l'eau, insaisissable et comme le feu, imbattable. »
- « Les buts de l'homme doivent être les plus hauts et les plus grands possibles ; et seules la persévérance et la progression pas à pas permettront de les atteindre selon son propre chemin. »
- « Peu importe que l'on soit pauvre, l'homme qui est prêt à tout pour atteindre son but, qui va de l'avant, est grand et beau ; cet homme ne peut être que noble. »
- « Cerner son adversaire et lui infliger en un coup, une mort certaine »